# Sweet and Hot
Sweet and Hot (с англ. — «Сладкая и горячая») — шестой студийный альбом американской джазовой певицы Эллы Фицджеральд, последняя работа, выпущенная ею на лейбле Decca Records в 1955 году. В записи пластинки также принимали участие Андре Превин, Бенни Картер, Сай Оливер и другие музыканты.
Альбом состоит из выпущенных ранее синглов Фицджеральд, в 1998 году MCA Records перевыпустили его в формате CD.

## Список композиций
| №                   | Название                     | Текст песни            | Музыка              | Длительность |
| ------------------- | ---------------------------- | ---------------------- | ------------------- | ------------ |
| 1.                  | «Thanks for the Memory»      | Лео Робин              | Ральф Раингер       | 2:28         |
| 2.                  | «It Might as Well Be Spring» | Оскар Хаммерстайн II   | Ричард Роджерс      | 2:42         |
| 3.                  | «You'll Never Know»          | Мак Гордон             | Гарри Уоррен        | 3:09         |
| 4.                  | «I Can’t Get Started»        | Айра Гершвин           | Вернон Дюк          | 3:06         |
| 5.                  | «Moanin’ Low»                | Говард Диетц           | Ральф Раингер       | 2:42         |
| 6.                  | «Taking a Chance on Love»    | Тед Феттер, Джон Латуш | Вернон Дюк          | 3:08         |
| Общая длительность: | Общая длительность:          | Общая длительность:    | Общая длительность: | 17:15        |

| №                   | Название                                                        | Текст песни          | Музыка              | Длительность |
| ------------------- | --------------------------------------------------------------- | -------------------- | ------------------- | ------------ |
| 7.                  | «That Old Black Magic»                                          | Джонни Мёрсер        | Гарольд Арлен       | 2:30         |
| 8.                  | «Old Devil Moon»                                                | Ип Харбург           | Бёртон Лэйн         | 2:59         |
| 9.                  | «Lover, Come Back to Me»                                        | Оскар Хаммерстайн II | Зигмунд Ромберг     | 2:01         |
| 10.                 | «Between the Devil and the Deep Blue Sea»                       | Тед Колер            | Гарольд Арлен       | 2:17         |
| 11.                 | «(If You Can't Sing It) You'll Have to Swing It (Mr. Paganini)» | Сэм Кослоу           | Сэм Кослоу          | 5:08         |
| Общая длительность: | Общая длительность:                                             | Общая длительность:  | Общая длительность: | 14:55        |

## Участники записи
- Элла Фицджеральд — вокал.
- Андре Превин и его оркестр — треки с 1 по 4 (записаны в 1955 году).
- Джон Скотт Троттер и его оркестр — треки 5 и 6 (записаны в 1953 году).
- Бенни Картер и его биг-бэнд — треки с 7 по 10 (записаны в 1955 году).
- Сай Оливер и его оркестр — трек 11 (записан в 1952 году).